# Доменико Трезини
Домèнико Андрèа Трезѝни (на италиански: Domenico Trezzini; на руски: Андрèй Якѝмович Трезѝн) е швейцарски архитект и строителен инженер – първи проектант и архитект на Санкт Петербург, оформил европейския му облик и издигнал някои от най-емблематичните негови сгради.

## Биография
Роден е около 1670 година в Астано, в близост до Лугано, Швейцария, в небогато аристократично семейство. От този кантон произхождат цяла плеяда европейски майстори строители, 140 от които работя предимно в Русия. Не е уточнено къде точно е учил в Рим или във Венеция. После работи известно време в Дания, но не получава сериозни поръчки и не успява да спечели вниманието на датския кралски двор.
Неговият стил обаче допада на руския посланик А. Измайлов, който през 1703 г. го поканва да работи в Русия и го препоръчва на самия цар. Петър I тъкмо е замислил невиждан по мащабите си проект – да премести руската столица на Балтийско море като гаранция, че Русия никога повече няма да изгуби излаза си към северните морета. Освен това Петър иска град по западноевропейски образец и със западна планировка и архитектура и отчаяно се нуждае от архитект с по-авантюристичен дух, който да се заеме да претвори на дело неговите мечти. Такава личност се оказва новодошлият швейцарец Трезини, комуто още същата 1703 г. се възлага проектирането и първоначалното изграждане на новата руска столица Санкт Петербург. За нейно местоположение е определен силно блатистия терен при делтата на река Нева, при Финския залив на Балтийско море. Младият строител се оказва много сполучлива находка за руския цар, тъй като има познания и опит в строителството, както на цивилни, така и на военни обекти.
В качеството си на главен архитект на града Трезини по нареждане на Петър I съставя типов проект за разположението на жилищните квартали на различните слоеве на населението (дворянство, заможна класа и простолюдие), а също и на вилните зони край града.
Постройките на Трезини са в стил петробарок – характерния по времето на Петър I стил в Русия. Отличават се с добра планировка, сравнително скромна декорация и барокови детайли. Самият архитект е един от основоположниците на този стил в Русия.
Швейцарецът обучава, подготвя и оставя след себе си редица известни руски строители и архитекти, които осъвременяват облика на по-големите руски градове в продължение на целия 18 век.
Петър I високо цени работата на своя архитект, дори става кръстник на един от синовете му Пиетро Трезини, който впоследствие също става архитект. Но въпреки това царят не откликва на молбите на талантливия строител да му увеличи заплатата, нито да предприеме каквито и да било мерки за безопасността на строителите.

### Семейство
Трезини идва през 1703 г. в Русия сам, оставяйки първата си съпруга Джована ди Вейтис в Астано. Жени се повторно през 1708, а от третия си брак с Мария Карлота има четирима сина и дъщеря. Общо има 9 деца, някои от които тръгват по стъпките на баща си, включително и царският кръщелник Пиетро.
Умира на 2 март 1734 година в Санкт Петербург на 64-годишна възраст.

## Най-известни проекти
- 1704 – по проект на Трезини е започнат строежът на Кронщатската крепост.

- 1706 г. – преустроява Петропавловската крепост от дървена в каменна.

- 1708 – издига Петровските порти (дървени през 1708 и каменни през 1714 – 1717).

- 1710 – 1711 – построява Летния дворец на Петър I в Лятната градина.

- 1712 – 1733 – издига Петропавловския събор в Петропавловската крепост, емблематична постройка не само на неговото творчество, но и на самия Санкт Петербург.

- 1715 – разработва планировката на Василевския остров.

- 1717 – построява Александро-Невката лавра.

- 1721 – престроява Аничковия мост, за увеличаване на пропускателната му способност.

- 1721 – 1726 – проектира дома Трезини, а строежът е осъществен от помощника му Михаил Земцов.

- 1726 – 1727 – разширява Зимния дворец на Петър I за Екатерина I.

- 1722 – 1734 – изгражда зданието на Дванайсетте колегии – понастоящем основната сграда на Петербургския университет.

## Шедьоври на Трезини
- Петропавловския събор
- Зданието на Дванайсетте колегии
- Александро-Невската лавра
- Летния дворец на Петър Първи
- Петровските порти на Петропавловската крепост